# Vraník (hradiště)
Vraník je raně středověké hradiště na návrší nad jedním z velkých meandrů řeky Sázavy. Od roku 1958 je chráněno jako kulturní památka.

## Historie
Hradiště naproti stejnojmenné osadě bylo obývané už v době pravěku. Podle archeologických nálezů získaných povrchovými sběry je zřejmé, že místo bylo využíváno k osídlení v pozdní době bronzové a době halštatské. Raně středověké hradiště bylo osídleno v devátém a první polovině desátého století.

## Stavební podoba
Patrné stopy opevnění vymezují areál hradiště o rozloze přibližně sedmi hektarů. Přirozenou ochranu poskytovaly strmé svahy, které prudce klesají do údolí Sázavy a do bočních roklí s menšími potoky. Zbývající stranu chránil příkop a hradba, z níž se dochoval narušený obloukovitý val vysoký až tři metry a v patě asi 6,5 metru široký. Čelo valu tvořila zeď z nasucho kladených kamenů, za ních se nacházela dřevohlinitá konstrukce. Hradba zanikla požárem a ve valu se dochovaly bloky spálené hlíny a uhlíky po spáleném dřevu; z vnitřního opevnění se dochovaly pouze v podobě mezí a terénních hran.